# 朝が来る前に
「朝が来る前に」（あさがくるまえに）は、秦基博の7枚目のシングル。2009年1月21日に発売された。

## 解説
- 全作詞作曲は秦基博。編曲は島田昌典（#1）。
- ミニアルバム『僕らをつなぐもの プレミアム・エディション』、アーティストブック『新しい歌』、および配信限定作品『ライブ@中野サンプラザ27/12/2008』と同時発売。
- オリコンウィークリーチャートでは初登場5位を記録し、前作「フォーエバーソング」の記録を更新した。
- タワーレコード限定で『新しい歌』との同時購入者を対象に先着特典として、オリジナルポストカードと東京・大阪で行われるスペシャルトークイベントもしくはサイン入りポスターが抽選で当たる応募ハガキがそれぞれ配布された。
- 初回限定盤には、前年に行われたアコースティックライブ『GREEN MIND Vol.1』の模様を収めたDVD付。これは、シングル「キミ、メグル、ボク」の購入応募特典として、当選者のみに配布されたDVDの完全版となる。

## 収録曲
1. 朝が来る前に
  - テレビ東京系『JAPAN COUNTDOWN』2009年1月度エンディングテーマ
  - TOKYO FM『クロノス』エンディングテーマ
  - インディーズ時代は「アサガクルマエニ」という曲名だった。歌詞を大きく変え、曲名表記も変えた。
  - ビデオクリップは、「キミ、メグル、ボク」でディレクターを務めた島田大介によるもので、秦と同郷の宮崎県出身で女優の今宿麻美が出演している。
  - 本作の特設ページが開設され、投稿者による夜明け前の写真を使用して新たなPVを制作する企画が行われた。制作された新たなPVは、YouTubeにて公開された。
  - 2017年9月16日公開のフランス映画『あさがくるまえに』のイメージソングに抜擢。コラボレーションPVがYouTubeにアップロードされる。
2. ファソラシドレミ（Live at Zepp 仙台）
  - 全国ツアー『HATA MOTOHIRO CONCERT TOUR 2008 -ALRIGHT-』でのライブ音源。
3. 赤が沈む（Live at Zepp 仙台）
  - 全国ツアー『HATA MOTOHIRO CONCERT TOUR 2008 -ALRIGHT-』でのライブ音源。
4. 花咲きポプラ（Live at Zepp 札幌）
  - 全国ツアー『HATA MOTOHIRO CONCERT TOUR 2008 -ALRIGHT-』でのライブ音源。
5. 朝が来る前に［backing track］

## 初回特典DVD収録内容
- 『HATA MOTOHIRO PRESENTS AN ACOUSTIC LIVE：GREEN MIND Vol.1』

1. 風景
2. トレモロ降る夜
3. 君とはもう出会えない
4. dot
5. Lily（with 四家卯大）
6. 虹が消えた日
7. つたえたいコトバ（with 上田禎）
8. 青い蝶
9. シンクロ
10. キミ、メグル、ボク
11. 鱗（うろこ）
12. 僕らをつなぐもの（with 上田禎 & 四家卯大）